# Németh Károly (asztaliteniszező)
Németh Károly (Budapest, 1970. augusztus 31. –) asztaliteniszező, 171-szeres magyar válogatott, 17-szeres Örökös Magyar Bajnok.

## Élete
1977-ben 7 évesen kezdett pingpongozni, miután édesapja egy tévés felhívásra levitte a BVSC-be ahonnan azonban eltanácsolták, mondván "tehetségtelen". Ezután a Postás Sportegyesületbe került ahol 20 évig asztaliteniszezett és szerzett számtalan érmet a magyar bajnokságban egyéniben párosban és csapatban is. Mindig az asztalitenisznek élt más sportágat soha nem próbált. A példaképe asztaliteniszben Klampár Tibor volt.
A "nagy küzdő Karesz" 171-szer volt magyar válogatott akire mindig lehetett számítani, aki azokat a meccseket amiket kellett, mindig hozta.
Az 1997/98-as szezonban a Bundesligában játszva olyan neveket vert meg mint:
Ma Wenge 2:1, Szamszonov 2:1, Xu Zengchai 2:1, Wang Liqin 2:1, Erik Lindh 2:0, Mikael Appelgren 2:1, Chan Kong Wah 2:1, Richard Prause 2:0, Trinko Keen 2:0.
A 2003. évi felnőtt magyar bajnokság döntőjében tanúsított kimagaslóan sportszerű cselekedetéért, Nemzetközi Fair Play oklevelet kapott.

## Felszerelése
- ütőfa: Butterfly Timo Boll Spirit anatomic
- tenyeres borítás: Tenergy 05 (vastagság 2.1)
- fonák borítás: Tenergy 05 (vastagság 2.1)

## Eredményei
| Verseny          | Év   | Hely       | Egyéni               | Páros                | Vegyes    | Csapat   |
| ---------------- | ---- | ---------- | -------------------- | -------------------- | --------- | -------- |
| Európa-bajnokság | 1988 | Párizs     |                      |                      |           | 3. hely  |
| Európa-bajnokság | 1994 | Birmingham |                      | 32 között            |           | 5. hely  |
| Európa-bajnokság | 1996 | Pozsony    | 16 között            |                      |           |          |
| Olimpia          | 1996 | Atlanta    | csoportmásodik       |                      |           |          |
| Pro Tour         | 2004 | Athén      | 64 között            |                      |           |          |
| Pro Tour         | 2001 | Zágráb     |                      | 1 kör                |           |          |
| Pro Tour         | 1999 | Prága      |                      | 16 között            |           |          |
| Pro Tour         | 1999 | Linz/Wels  |                      | 16 között            |           |          |
| Pro Tour         | 1997 | Linz       | 64 között            | 16 között            |           |          |
| Világbajnokság   | 1997 | Manchester | 64 között            | 32 között            | 32 között | 22. hely |
| Világbajnokság   | 1995 | Tiencsin   | 32 között            | 32 között            | 64 között | 21. hely |
| Világbajnokság   | 1993 | Göteborg   | 64 között            | 64 között            | 32 között | 23. hely |
| Világbajnokság   | 1991 | Csiba      | 64 között            | 16 között            | 64 között | 19. hely |
| Világbajnokság   | 1989 | Dortmund   | 64 között            | 64 között            | 32 között | 10. hely |
| Világbajnokság   | 1987 | Újdelhi    | nem jutott főtáblára | nem jutott főtáblára | 64 között | 10. hely |

### Magyar nemzeti bajnokság
- 1987. 1. hely párosban Varga Sándorral
- 1989. 1. hely egyéniben
- 1990. 1. hely egyéniben
- 1993. 1. hely egyéniben
- 1995. 1. hely párosban Holló Zsolttal
- 1996. 1. hely vegyespárosban Braun Évával
- 1997. 1. hely egyéniben, 1. hely párosban Varga Sándorral
- 1998. 1. hely párosban Pázsy Ferenccel
- 1999. 1. hely párosban Pázsy Ferenccel
- 2001. 1. hely egyéniben

### Csapatbajnokság
- 1989/90. Postás SE (Bátorfi Zoltán, Leinweber József, Nagy Miklós, Németh Károly, Varga Sándor)
- 1996/97. Postás-MATÁV SE (Chen Weixing, Bátorfi Zoltán, Gerold Gábor, Németh Károly, Varga Sándor)
- 1999/2000. Postás-MATÁV SE (Gerold Gábor, Lampel András, Lindner Ádám, Németh Károly, Pázsy Ferenc, Varga Sándor)
- 2002/03. BVSC (Jakab János, Magyar László, Marsi Márton, Molnár Krisztián, Németh Károly, Varga Zoltán)
- 2003/04. BVSC (Jakab János, Magyar László, Marsi Márton, Németh Károly, Sipos Viktor, Varga Zoltán)

## Egyesületei
- 1978–1997 Postás SE.
- 1997–1999 Bad Honnef
- 2000–2004 BVSC
- 2004-től Ausztriában játszik különböző csapatoknál: Wels, Felsőőr (Oberwart), Nyulas (Jois) és jelenleg Oberndorf)

## Díjai, elismerései
- Az év magyar asztaliteniszezője: (1989, 1991, 1993, 1994, 1995, 1996, 1997)
- Nemzetközi Fair Play oklevél (2003)